# تبا (أزيار)
تبا هي إحدى مشيخات المملكة المغربية، تتبع جغرافيا لعمالة أكادير إدا وتنان وإداريًا لأزيار. يقدر عدد سكانها بـ 425 نسمة حسب الإحصاء الرسمي للسكان والسكنى لسنة 2004.